# St. Magnushof
St. Magnushof ist eine Einöde auf der Gemarkung Haisterkirch von Bad Waldsee im Landkreis Ravensburg.

## Lage
Die Einöde St. Magnushof liegt etwa 150 Meter nordöstlich des GNSS-Testfelde Osterhofen und ungefähr 250 Meter nördlich des Biotops Kleinweiher NO Osterhofen. Geografisch befindet sie sich rund 1 Kilometer nordöstlich von Osterhofen und etwa 1 Kilometer südlich von Mauchenmühle. Die Entfernung zu Eggmannsried beträgt circa 1,6 Kilometer in Nordwestlicher Richtung, während Ampfelbronn rund 2 Kilometer nördlich liegt. Von der Altstadt Bad Waldsee aus ist St. Magnushof etwa 5 Kilometer in nordöstlicher Richtung entfernt. 

### Hydrologisch und Naturräumlich
St. Magnushof liegt im Gewässereinzugsgebiets der Osterhofer Ach, die in die Umlach mündet. Etwa 500 Meter nördlich beginnt das Einzugsgebiet der Umlach. Die Europäische Hauptwasserscheide verläuft rund 3,2 Kilometer östlich der Einöde.
Naturräumlich gehört St. Magnushof zu den Riß-Aitrach-Platten (Naturraum-Nr. 41), die wiederum Teil der Großlandschaft Donau-Iller-Lech-Platte (Großlandschaft-Nr. 4) sind.

## Verkehrsanbindung
St. Magnushof ist über eine Abzweigung von der Kreisstraße K 7933 erreichbar, welche Osterhofen und Eggmannsried verbindet. Etwa 300 Meter nordöstlich des Biotops Kleinweiher NO Osterhofen ist die Abzweigung in Richtung Nordwesten.  
Eine alternative Zufahrt ist südöstlich des Biotops über das GNNS-Testfeld Osterhofen möglich, hier zweigt man am Punkt P2 ab und gelangt über den Feldweg, auf dem sich Punkt P3 befindet, zum St. Magnushof. 

### Radverkehr
St. Magnushof ist nicht direkt an Radwege oder das Radnetz Baden-Württemberg angeschlossen. Der nächste Anschluss an das Radnetz Baden-Württemberg liegt etwa 250 Meter entfernt mitten auf dem GNNS-Testfeld Osterhofen. 
Der nächste Radweganschluss befindet sich 170 Meter südöstlich am Radweg, der von Eggmannsried nach Osterhofen führt.

### Öffentlicher Personennahverkehr (ÖPNV)
Die nächstgelegenen Bushaltestellen für St. Magnushof befinden sich in Osterhofen und in Eggmannsried. 
Der nächstgelegene Bahnhof ist in Bad Waldsee.